# Rząd Mozambiku
Rząd Mozambiku (Rada Ministrów) – jeden z organów władzy wykonawczej Mozambiku; kolegialny centralny organ władzy państwowej. Obecny rząd został zaprzysiężony 3 marca 2022 roku. Na czele rządu stoi prezydent, a w jego skład wchodzi premier oraz ministrowie.

## Skład rządu
| Zdjęcie | Funkcja                                                       | Imię i nazwisko                  |
| ------- | ------------------------------------------------------------- | -------------------------------- |
|         | Prezydent Republiki Mozambiku                                 | Filipe Nyusi                     |
|         | Premier                                                       | Adriano Maleiane                 |
|         | Minister spraw zagranicznych                                  | Verónica Nataniel Macamo Dlhovo  |
|         | Minister obrony narodowej                                     | Cristóvão Artur Chume            |
|         | Minister spraw wewnętrznych                                   | Pascoal Pedro João Ronda         |
|         | Minister gospodarki i finansów                                | Ernesto Max Elias Tonela         |
|         | Minister transportu i komunikacji                             | Mateus Magala                    |
|         | Minister edukacji i rozwoju społecznego                       | Carmelita Rita Namashulua        |
|         | Minister kultury i turystyki                                  | Eldevina Materula                |
|         | Minister rolnictwa i rozwoju wsi                              | Celso Ismael Correia             |
|         | Minister pracy, zatrudnienia i ubezpieczeń społecznych        | Margarida Adamugy Talapa         |
|         | Minister zdrowia                                              | Armindo Daniel Tiago             |
|         | Minister ds. płci, dzieci i dzialności społecznej             | Nyeleti Brooke Mondlane          |
|         | Minister ziemi i środowiska                                   | Ivete Maibase                    |
|         | Minister administracji państwowej i służby publicznej         | Ana Comoan                       |
|         | Minister morza, wód śródlądowych i rybołówstwa                | Lídia de Fátima da Graça Cardoso |
|         | Minister robót publicznych, mieszkalnictwa i zasobów wodnych  | Carlos Alberto Fortes Mesquita   |
|         | Minister zasobów mineralnych i energii                        | Carlos Joaquim Zacarias          |
|         | Minister przemysłu i handlu                                   | Silvino Augusto José Moreno      |
|         | Minister sprawiedliwości, spraw konstytucyjnych i religijnych | Helena Mateus Kida               |
|         | Minister nauki, technologii i szkolnictwa wyższego            | Daniel Nivagara                  |
|         | Minister kombatantów                                          | Josefina Mpelo                   |